# Anchiale reticulata
Anchiale reticulata är en insektsart som först beskrevs av Palisot de Beauvois 1805.  Anchiale reticulata ingår i släktet Anchiale och familjen Phasmatidae. Inga underarter finns listade i Catalogue of Life.